# Pafnucio el Asceta
Pafnucio  el Asceta (Copta: Ⲁⲃⲃⲁ Ⲡⲁⲫⲛⲟⲩϯ), también conocido como Pafnucio el Ermitaño, fue un anacoreta egipcio del siglo IV. Es famoso sobre todo por sus relatos de la vida de muchos ermitaños del desierto de Egipto, como San Onofre.

## Vida
San Pafnucio fue discípulo de San Macario el Grande, que fue anacoreta en el desierto egipcio.
Su fiesta se celebra el 15 de febrero y el 25 de septiembre en la Iglesia Ortodoxa en América. En el cristianismo copto, su fiesta se celebra el 15 de Meshir.
Fue visitado por Casiano en 395, cuando tenía noventa años.
También es el tema de la obra Paphnutius de Hroswitha de Gandersheim (ca. 935-ca. 1001), una monja de la benedictina de Sajonia, en la que convierte a la cortesana Thais al cristianismo. Esta obra, a su vez, ha sido objeto de estudio, sobre todo por parte de Sandro Sticca.